# Halalaimus diacros
Halalaimus diacros is een rondwormensoort uit de familie van de Oxystominidae. De wetenschappelijke naam van de soort is voor het eerst geldig gepubliceerd in 1958 door Mawson.